# لين ماثيوز
لين ماثيوز (بالإنجليزية: Lynn Matthews)‏ هو لاعب كرة قدم أمريكية أمريكي، ولد في 1944 في تامبا في الولايات المتحدة.